# Tunelul de la Bête Refaite
Tunelul de la Bête Refaite (în franceză Tunnel de la Bête-Refaite) este un fost tunel navigabil de pe canalul Charleroi-Bruxelles, situat în Godarville, un sat din comuna belgiană Chapelle-lez-Herlaimont. Tunelul are o lungime totală de 1267 metri.

## Istoric
Pentru a depăși diferențele de nivel semnificative de pe canalul Charleroi-Bruxelles, pe valea râului Samme, între Ronquières și Seneffe, au fost construite 30 de ecluze. Unul din cele mai complicate obstacole rămânea dealul dintre Seneffe și Godarville, având o înălțime de 15 metri și o lungime de 3 kilometri, iar pentru traversarea lui ar fi fost nevoie de încă 10-15 ecluze. Pe lângă dificultățile tehnice legate de construcția și întreținerea lor, ecluzele consumă multă apă, iar la cumpăna de pe culmea platoului Hainaut aceasta nu este disponibilă în cantități mari. Cea mai bună soluție găsită de proiectanți a fost construirea unui tunel navigabil.
Ca loc al străpungerii tunelului a fost ales cătunul La Bête Refaite. Acesta era situat pe drumul de la Nivelles la Courcelles, în jurul unui han de poștă, un loc unde caii (în franceză les bêtes = animalele) poștalioanelor se puteau odihni și reface (în franceză refaire) în cel mai înalt punct al traseului, după urcarea dealului. Inclusiv călătorii călare sau pedeștri puteau lua acolo o pauză. Fosta clădire a hanului nu mai există astăzi, fiind demolată.
Lucrările pregătitoare pentru străpungere au început încă din aprilie 1827, iar piatra de temelie a fost pusă pe 1 august 1827. Subsolul instabil al traseului a necesitat aplicarea unei noi metode de construcție, iar găsirea acesteia a durat 4 ani. Construcția finală constă dintr-un tunel din zidărie placat la interior cu cinci straturi de cărămizi. Pe 22 septembrie 1832 tunelul a fost inaugurat, iar canalul a putut fi dat în exploatare.
Pentru a putea asigura circulația ambarcațiunilor cu lățimea de 2,65 metri, tunelul a fost construit cu o lățime de 3 metri a căii navigabile și un drum de edec de doar 20 de centimetri. Acesta s-a dovedit prea îngust, iar tunelul, care nu era iluminat, prea întunecos, astfel că tracțiunea ambarcațiunilor nu s-a putut face la interior cu ajutorul cailor, iar vasele au trebuit tractate de către oameni.
Odată cu lucrările de lărgire a canalului pentru a permite navigația ambarcațiunilor de până la 300 de tone, tunelul de la Bête Refaite a devenit un obstacol, neputând fi lărgit sau adâncit. A rămas în funcțiune până la străpungerea, în 1885, a noului tunel de la Godarville, situat la circa 400 de metri nord de cel vechi. Abia după construirea, în 1948, a actualului traseu al canalului în zona Godarville, vechiul traseu în zona tunelului de la Bête Refaite a fost complet acoperit, iar tunelul a încetat să mai funcționeze.
O mică porțiune a vechiului traseu al canalului Charleroi-Bruxelles mai există încă la sud de fostul tunel de la Bête Refaite, dar ea nu este accesibilă publicului.
Actualmente tunelul a fost transformat într-o rezervație pentru colonii de chiroptere, specie protejată.

## Caracteristici dimensionale
- lungime: 1267 m
- lățime: 3 m
- lățimea maximă a ambarcațiunilor: 2,65 m
- pescaj maxim: 1,8 m

## Galerie de imagini

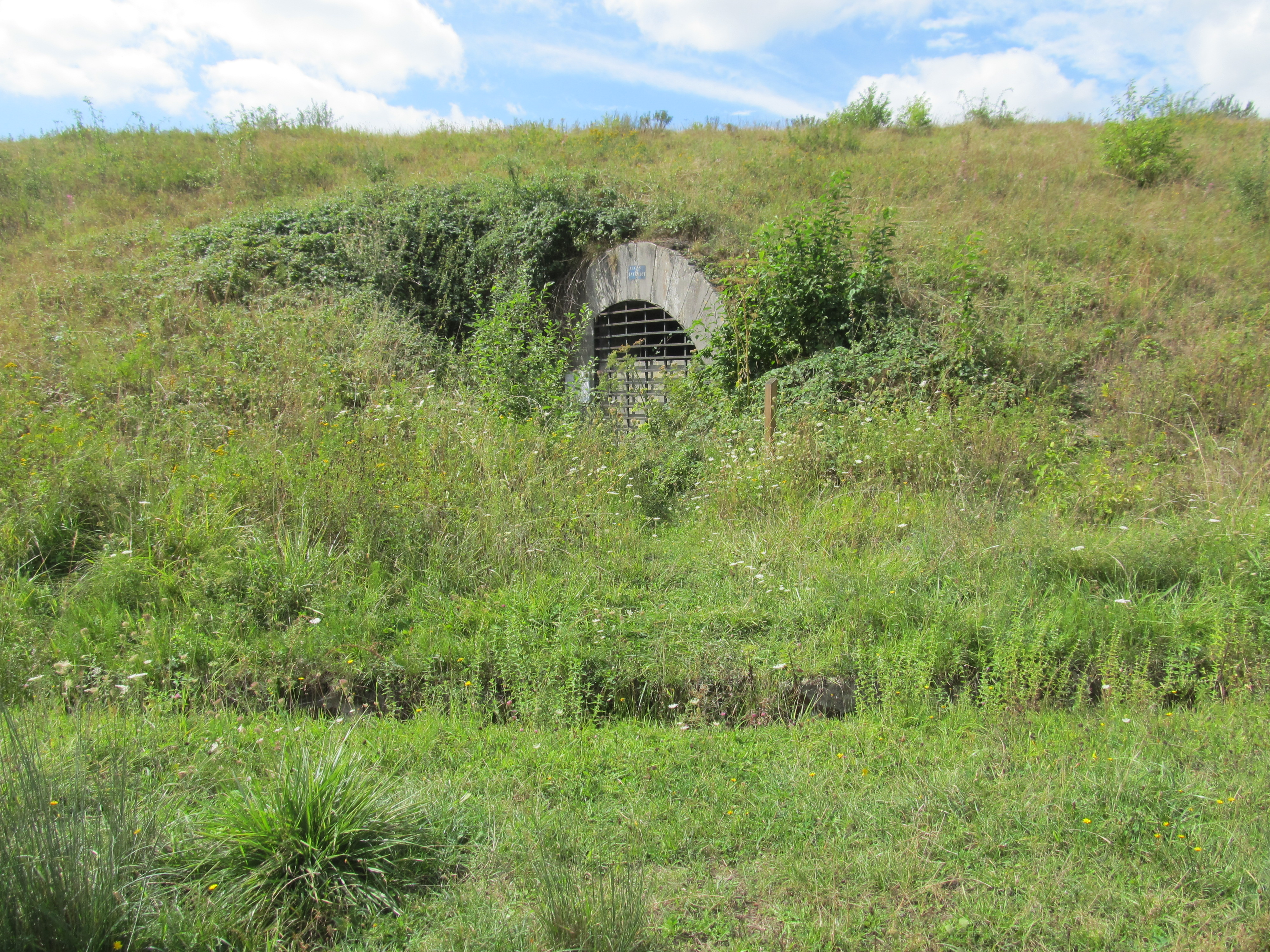
Portalul de sud al tunelului
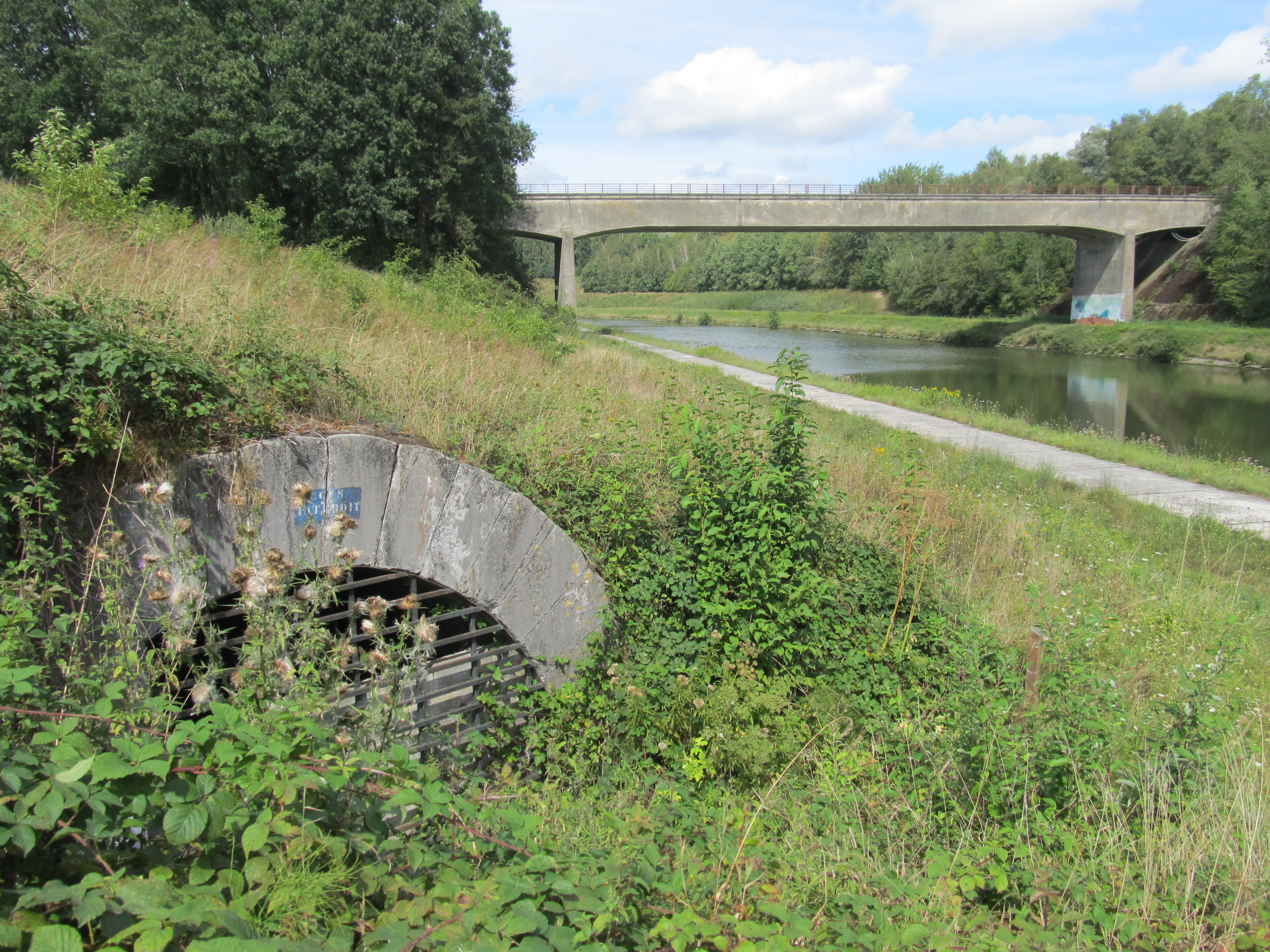
Poziția portalului de sud față de actualul traseu al canalului
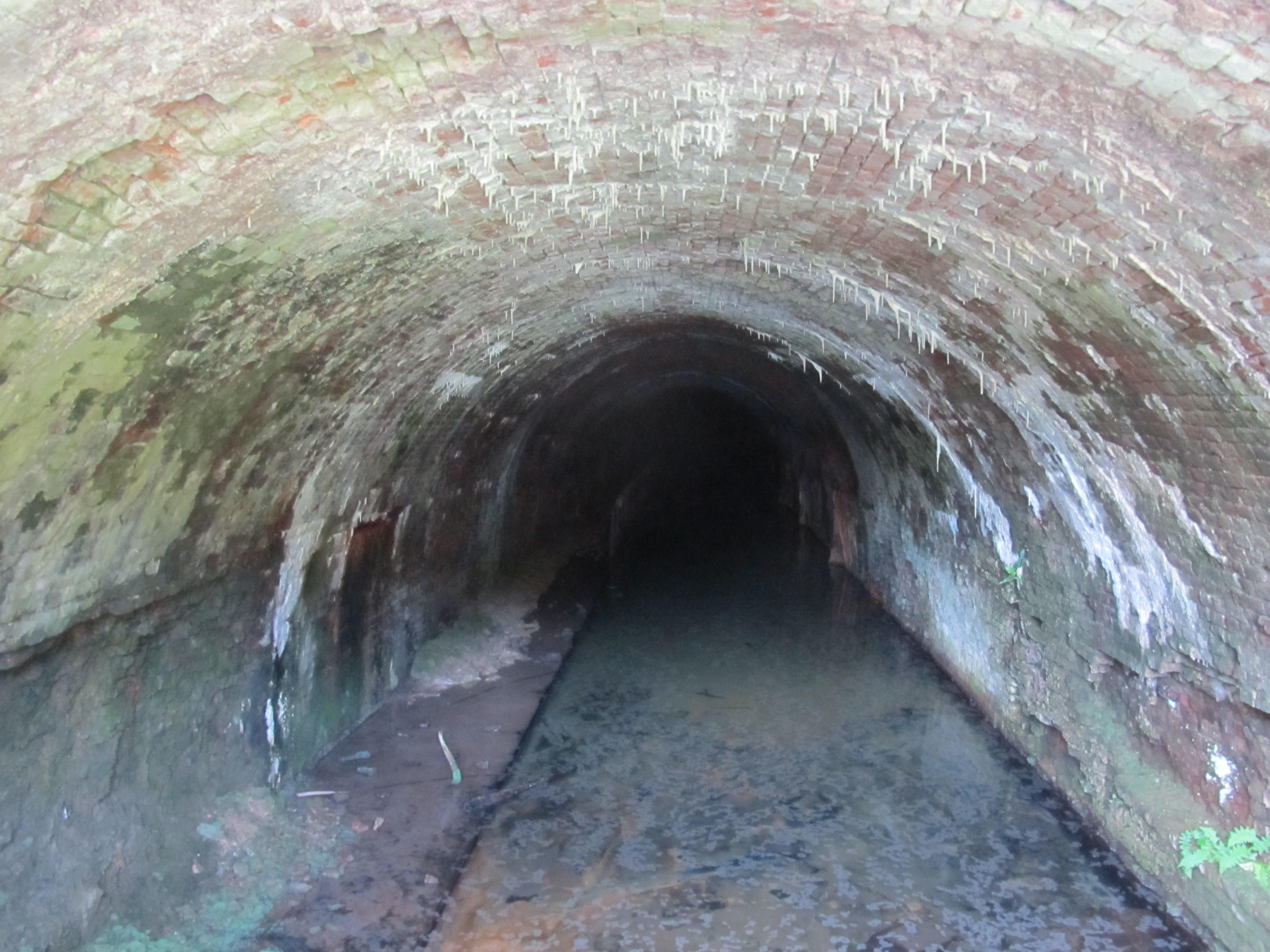
Interiorul tunelului
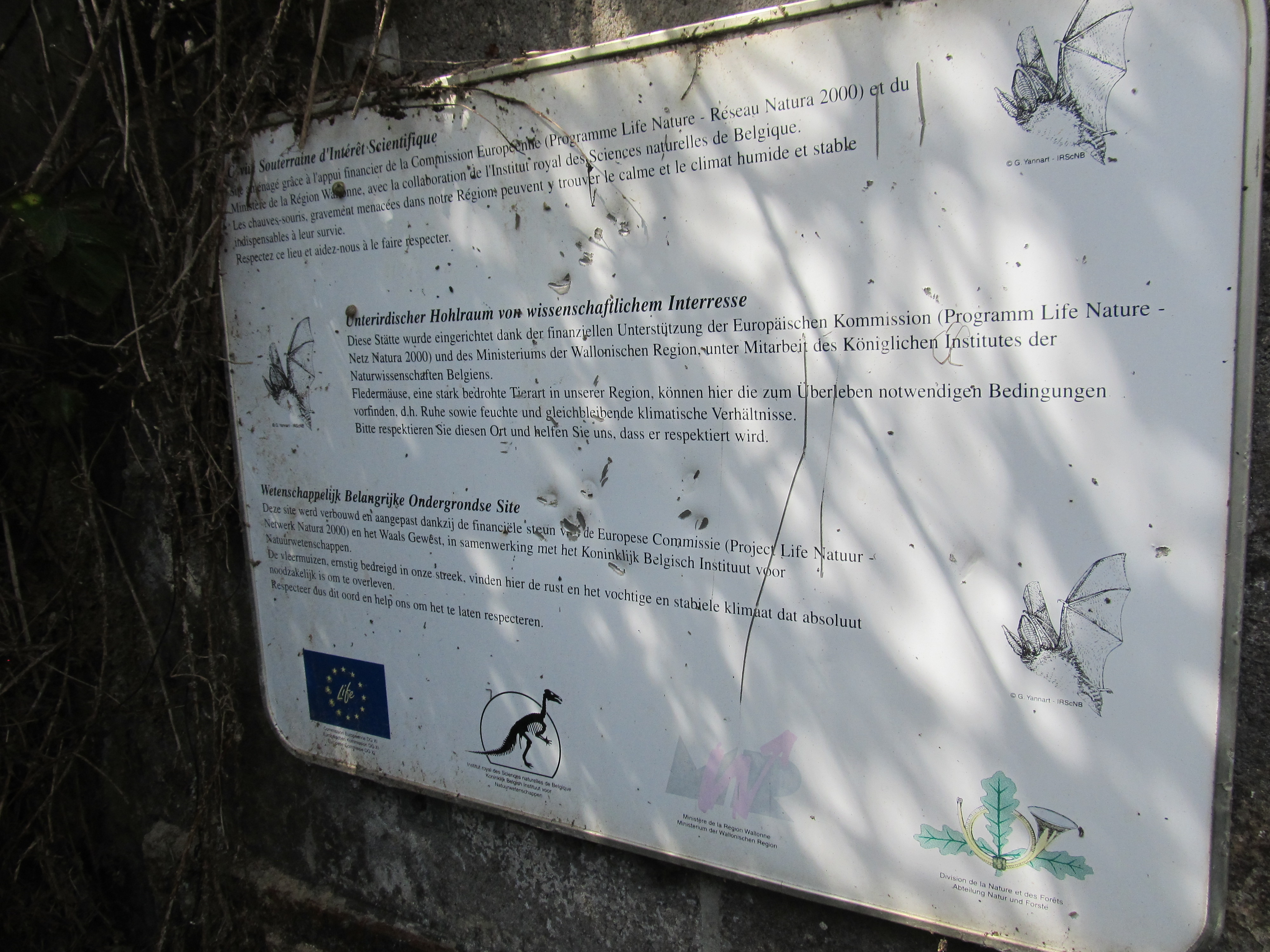
Panou montat la intrarea în tunel, avertizând că acesta este o rezervație pentru chiroptere